# Zgornje Sečovo
Zgornje Sečovo este o localitate din comuna Rogaška Slatina, Slovenia, cu o populație de 103 locuitori.